# Копєйкін Ігор Валентинович
Ігор Валентинович Копєйкін (8 липня 1920 — 7 грудня 2002) — начальник зв'язку ескадрильї — повітряний стрілець-радист 35-го гвардійського бомбардувального авіаційного полку 5-ї гвардійської бомбардувальної авіаційної дивізії 1-го гвардійського бомбардувального авіаційного корпусу 26 грудня 1944 року перейменований в 5-й гвардійський бомбардувальний авіаційний корпус 3-ї повітряної армії 1-го Прибалтійського фронту, Герой Радянського Союзу. Полковник у відставці.

## Біографія
Копєйкін Ігор Валентинович народився 8 липня 1920 року в селищі Аксьоново Альшеєвського району Башкирської АРСР в селянській родині.
Росіянин. Член ВКП(б)/КПРС з 1943 року. Отримав середню освіту.
В Червону Армію призваний у 1939 році Белебеєвським райвійськкоматом Башкирської АРСР. Учасник Другої світової війни з червня 1941 року.
Воював на Західному, Сталінградському, Донському, Північно-Кавказькому, 3-му Білоруському, 1-му Прибалтійському фронтах. Здійснив 180 бойових вильотів, з них 48 вильотів справив флагманським стрільцем-радистом з командиром ескадрильї.
Копєйкін Ігор Валентинович підбив два Ме-109, у груповому повітряному бою збив 8 винищувачів противника. У 1941-1942 роках у боях за міста Смоленськ, Великі Луки, Ржев, Калінін і Сталінград виробляв до 6 вильотів на добу, у складі колони 35 гвардійського БАСП. Брав участь у бомбардуванні летовища Докудово, де в результаті успішного бомбардувального удару знищено 23 літака.
У 1946 році І.В. Копєйкін демобілізований. У 1951 році  закінчив Московський інститут інженерів залізничного транспорту.
З 1952 року працював в органах держбезпеки СРСР. З 1983 року полковник Копєйкін І.В. — у відставці.
Жив у Москві. Помер 7 грудня 2002 року. Похований на Троєкуровському кладовищі (ділянка 9а).

## Подвиг
«Начальник зв'язку ескадрильї — повітряний стрілець-радист 35-го гвардійського бомбардувального авіаполку (5-та гвардійська бомбардувальна авіадивізія, 1-й гвардійський бомбардувальний авіакорпус, 3-я повітряна армія, 1-й Прибалтійський фронт) гвардії старшина Ігор Копєйкін до жовтня 1944 року здійснив 180 бойових вильотів, більше п'ятдесяти разів брав участь у повітряних боях, особисто збив два і в групі вісім літаків противника».
Указом Президії Верховної Ради СРСР від 23 лютого 1945 року за зразкове виконання завдань командування і проявлені мужність і героїзм у боях з німецько-фашистськими загарбниками гвардії старшині Копєйкіну Ігорю Валентиновичу присвоєно звання Героя Радянського Союзу з врученням ордена Леніна і медалі «Золота Зірка» (№ 5337).

## Нагороди
- Медаль «Золота Зірка» (23.02.1945).
- Орден Леніна (23.02.1945).
- Орден Червоного Прапора (05.09.1943).
- Орден Вітчизняної війни 1-го ступеня.
- Орден Трудового Червоного Прапора.
- Орден Червоної Зірки (06.11.1941).
- Орден Червоної Зірки (17.01.1943).
- Медаль «За оборону Москви» (1944).
- Медаль «За оборону Сталінграда» (1942).
- Інші медалі.